# Decreto-Ley sobre represión de los delitos de bandidaje y terrorismo
El Decreto-Ley sobre represión de los delitos de bandidaje y terrorismo fue un Decreto ley español promulgado por  Francisco Franco el 18 de abril de 1947, durante el primer franquismo. Estaba destinado a combatir la actividad guerrillera del Maquis que se había incrementado a causa de las expectativas despertadas entre los republicanos de que el triunfo de los aliados en la Segunda Guerra Mundial traería consigo el fin de la Dictadura del general Franco. El Decreto-Ley recapitulaba toda la legislación represiva anterior y confirmaba la atribución de los delitos políticos a los tribunales militares. De hecho en enero de 1958 se promulgó la Ley de Procedimientos Sumarísimos en Consejos de Guerra, «ajena a los procedimientos legales de un Estado de derecho», que estableció un Juzgado Militar Especial de Actividades Extremistas, cuyo juez instructor fue el coronel Enrique Eymar, antiguo presidente del Tribunal de Represión de la Masonería y el Comunismo.

## Historia

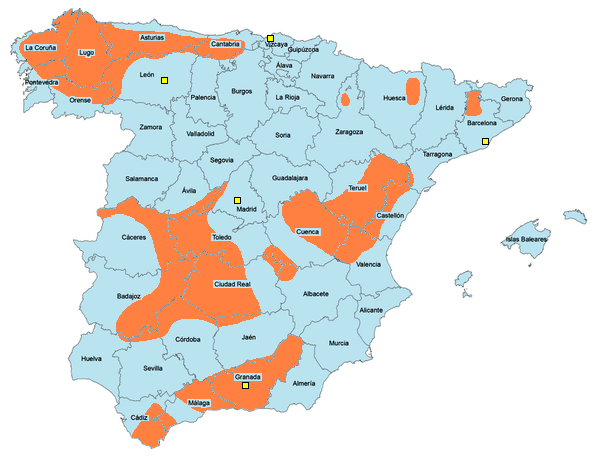
Áreas donde actuó el maquis.

Las declaraciones de los aliados condenando el régimen franquista despertaron enormes expectativas entre la oposición republicana. Los contactos clandestinos entre socialistas, anarquistas y republicanos dieron lugar en octubre de 1944 a la creación del primer organismo unitario de la oposición en el interior, la Alianza Nacional de Fuerzas Democráticas, del que no formaron parte los comunistas ni los socialistas «negrinistas», y que se mostró dispuesta a pactar con las fuerzas monárquicas el restablecimiento de la democracia sin poner como condición la restauración de la República.
Asimismo, desde 1944 se recrudeció la actividad guerrillera anarquista, socialista y comunista (el «maquis»), cuyo hecho más destacado fue el intento de invasión del Valle de Arán en octubre de 1944 por parte de un contingente de unos 6.000 guerrilleros comunistas, pero que constituyó un sonoro fracaso al ser derrotados por el Ejército y la guardia civil.
Para hacer frente a la actividad guerrillera el régimen estableció controles sobre los movimientos de la población y en abril de 1947 el general Franco promulgó el Decreto-Ley sobre represión de los delitos de bandidaje y terrorismo en cuyo preámbulo se decía que pretendía utilizar «especiales medidas de represión» para combatir «las más graves especies delictivas de toda situación de posguerra, secuela de la relajación de los vínculos morales y de la exaltación de los impulsos de crueldad y acometividad de gentes criminales e inadaptadas». En el articulado se establecían los supuestos en los que se aplicaría la pena de muerte a los «malhechores» —o «bandidos»—, que no sólo incluía el haber matado a alguien, sino también esgrimir «un arma de guerra» o detener «viajeros en despoblado».
El Decreto-Ley tenía como objetivo dar cobertura legal a las acciones, a menudo de «guerra sucia», de la Guardia Civil y del Ejército para acabar con la guerrilla antifranquista —los guerrilleros no eran considerados combatientes sino «bandoleros» (en un intento de despolitizar su lucha)—. Su promulgación fue el inicio del llamado «trienio del terror» (1947-1949) en el que las fuerzas franquistas recurrieron a las torturas y a los fusilamientos extrajudiciales de los guerrilleros —a veces en aplicación de la «ley de fugas»—. También fueron objeto de torturas y malos tratos sus familias y sus presuntos «colaboradores» de las montañas y de las zonas rurales.
Tanto los guerrilleros como las unidades del Ejército y de la Guardia Civil que los combatían recurrieron a las represalias, «alcanzando con frecuencia a una población civil aterrorizada». «Un guerrillero capturado tenía pocas posibilidades de seguir con vida» pero tampoco tenía muchas «un alcalde de pueblo, o un franquista notorio prisionero en una incursión guerrillera».